# حوزي (موسيقى)
الحوزي فن غنائي معروف بمنطقة تلمسان، قسنطينة، البليدة، الجزائر العاصمة، وكذا عنابةوهو ينتمي إلى فن أكثر شمولية وهو يختلف عن الغرناطي مدرسنة (صنعة تلمسان)
و يعد فن الحوزي مقطوعات شعرية منظومة بلسان اللهجة الجزائرية، فقالب موسيقي خاص، يقترب من حيث الأداء من النغم الأندلسي، ويتميز بقلّة اللجوء إلى نغمات متعددة وقصر المسافات الصوتية لمغنيه.

وقد اشتهر الطرب الحوزي بتلمسان منذ القرن الخامس عشر ميلادي علـى يد الشاعر سعيد بن عبد الله المنداسي (1583 ـ1677) تم أحمد بن تريكي 1650، ليليه شاعر تلمسان المشهور محمد عبد الله بن مساي

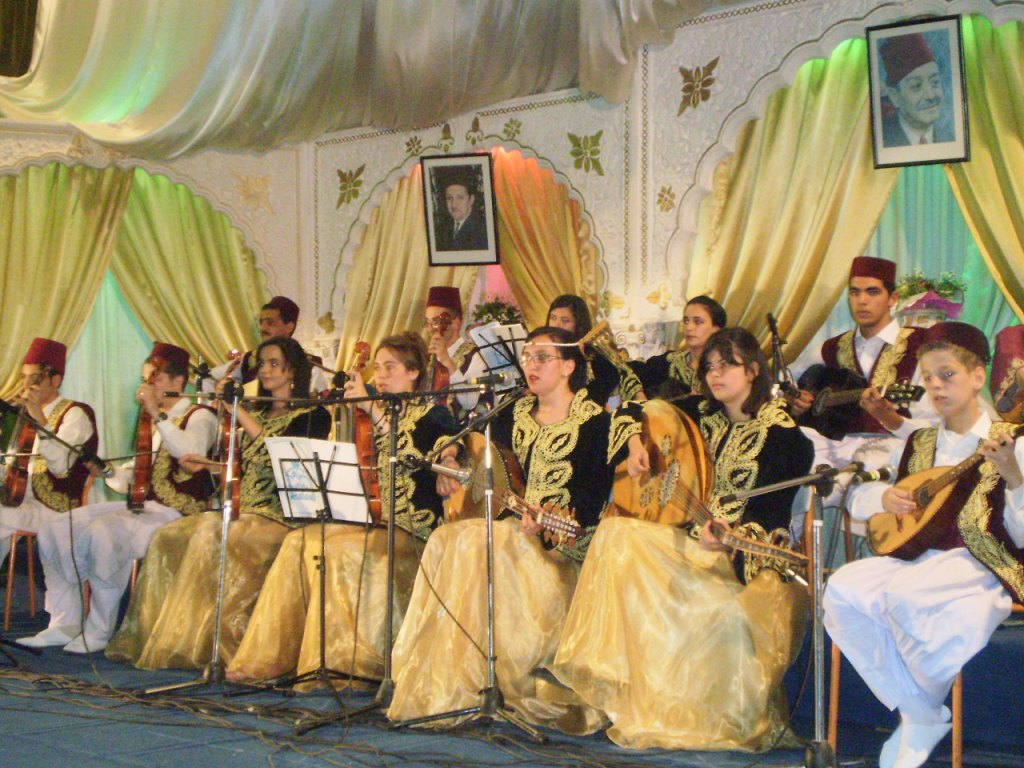
فرقة الويدادية (البليدة).

ب 1776، تم عائلة بن سهلة في بداية القرن الثامن عشر، والتي تغنى فيها الأب محمد والابن بومدين ونورى كوفى في عدة قصائد عن الصداقة الخادعة، وجراح وخيبات الحياة، والتوبة إلى الخالق.. إلى غير ذلك من القصائد والألحان التي ظلت ترددها الأجيال بتلمسان على مر القرون.
وفي العصر الحديث برز اسم فضيلة الدزيرية ونعيمة الجزائرية في هذا الفن.